# Tres Corazones (álbum)
Tres Corazones es el tercer disco solista del cantautor uruguayo Pablo Sciuto. Fue publicado en CD por el sello español Boomerang Discos en el año 2004.
Participaron como músicos invitados: Leo Minax, Yuri Noriega, Santiago Montoro, Pedro Gea, Claudio H y Juan Modesto, entre otros.
“Tres corazones” es un álbum con influencias afro, brasileñas, rumba española, mezcladas con sonidos de candombe y con pinceladas electrónicas, acumuladas por Sciuto en sus travesías mundanas, pero sin alejarse de la etiqueta de canción de autor.
Cuenta esta grabación además con importantes colaboraciones, como Leo Minax de Brasil, que ha trabajado con Pedro Guerra y Jorge Drexler entre otros; Pedro Gea, músico español del elenco del bailarín Joaquín Cortes, Yuri Noriega de Cuba, que perteneció al grupo de la desaparecida Celia Cruz, entre otros.
El álbum está dedicado íntegramente a su hijo Diego nacido en el año 2002.

## Estilo musical
En su primer disco solista lanzado en territorio español, recién llegado a Madrid, gana el concurso AMI en la categoría soul con la canción "La Esencia" perteneciente a su anterior disco La Llave del Cielo (2000), el jurado estaba compuesto por Manolo Tena, Paco Ortega, Marilia Andrés Casares (Ella Baila sola), Cristina del Valle, entre otros artistas.
En este álbum Pablo Sciuto vuelca toda su melancolía montevideana recién llegado a la ciudad de Madrid, se puede decir que es su disco más uruguayo, tanto en su sonoridad como en su contenido, en canciones como "Memorias de Montevideo", "Sueño de Candombe", "Iemanjá", muy influenciado por artistas como Eduardo Mateo y su amigo recientemente fallecido Gustavo Pena, "el Príncipe". También fue muy influyente el contacto con la canción de autor española y sus múltiples conciertos en el mítico café de cantautores Libertad 8, participando con artistas como Jorge Drexler, Tontxu, Carlos Chaouen, entre otros.

## Lista de canciones
| Lado A |                           |                             |          |  |
| N.º    | Título                    | Escritor(es)                | Duración |  |
| 1.     | «Como sirena y navegante» |                             | 3:23     |  |
| 2.     | «Para llorar es bueno»    |                             | 3:26     |  |
| 3.     | «Alma mía»                |                             | 2:34     |  |
| 4.     | «No hay ciencia exacta»   |                             | 4:31     |  |
| 5.     | «Iemanjá»                 |                             | 3:50     |  |
| 6.     | «Baila cada mañana»       |                             | 2:54     |  |
| 7.     | «Memorias de Montevideo»  |                             | 4:38     |  |
| 8.     | «Más de mil años»         |                             | 5:00     |  |
| 9.     | «María e o mar»           | Maria Seixas - Pablo Sciuto | 3:57     |  |
| 10.    | «Sueño de candombe»       |                             | 4:00     |  |
| 11.    | «Tres corazones»          |                             | 3:05     |  |

## Ficha técnica
Pablo Sciuto: voz y guitarras
Juan Modesto: Contrabajo y bajo eléctrico.
Santiago Montoro: Guitarras acústica y eléctricas.
Yuri Noriega: Congas, bongó y percusión menor.
Pedro Gea: Cajón flamenco.
Gabriel Araujo: Programaciones, piano en A5, coros en A6 y acordeón en A7.
Leo Minax: Guitarra en A11
Claudio H: Bajo en A7
Diseño de carátula: Pablo Sciuto
- Gabriel Araujo: tomas de sonido.
- Grabado en los estudios Abraxas, por Gabriel Araujo, Madrid, España